# 2014年ソチオリンピックのオーストリア選手団
2014年ソチオリンピックのオーストリア選手団（2014ねんソチオリンピックのオーストリアせんしゅだん）は、2014年2月7日から23日までロシアのソチで開催された2014年ソチオリンピックのオーストリア選手団、およびその競技結果。

## 概要
今大会は金メダル4個、銀メダル8個、銅メダル5個の合計17個のメダルを獲得した。
スノーボード女子パラレル回転では、ジュリア・デュモヴィッツがオリンピックのスノーボード競技でオーストリア勢初となる金メダルを獲得した。

## メダル
| メダル | 選手名 | 競技             | 種目               |
| ------ | --- | ---------------- | ------------------ |
| 金     | マティアス・マイヤー                                                                                          | アルペンスキー   | 男子滑降           |
| 金     | マリオ・マット                                                                                                | アルペンスキー   | 男子回転           |
| 金     | アンナ・フェニンガー                                                                                          | アルペンスキー   | 女子スーパー大回転 |
| 金     | ジュリア・デュモヴィッツ                                                                                      | スノーボード     | 女子パラレル回転   |
| 銀     | アンナ・フェニンガー                                                                                          | アルペンスキー   | 女子大回転         |
| 銀     | マルリース・シルト                                                                                            | アルペンスキー   | 女子回転           |
| 銀     | マルセル・ヒルシャー                                                                                          | アルペンスキー   | 男子回転           |
| 銀     | ニコル・ホスプ                                                                                                | アルペンスキー   | 女子複合           |
| 銀     | ドミニク・ランデルティンガー                                                                                  | バイアスロン     | 男子スプリント     |
| 銀     | ダニエラ・イラシュコ＝シュトルツ                                                                              | スキージャンプ   | 女子ノーマルヒル   |
| 銀     | ミヒャエル・ハイボック トーマス・モルゲンシュテルン トーマス・ディートハルト グレゴア・シュリーレンツァウアー | スキージャンプ   | 男子団体ラージヒル |
| 銀     | アンドレアス・リンガー ウォルフガング・リンガー                                                               | リュージュ       | 男子2人乗り        |
| 銅     | ニコル・ホスプ                                                                                                | アルペンスキー   | 女子スーパー大回転 |
| 銅     | キャスリン・ゼッテル                                                                                          | アルペンスキー   | 女子回転           |
| 銅     | ルカス・クラプファー クリストフ・ビーラー ベルンハルト・グルーバー マリオ・シュテヒャー                       | ノルディック複合 | 男子団体           |
| 銅     | ベンヤミン・カール                                                                                            | スノーボード     | 男子パラレル回転   |
| 銅     | クリストフ・スマン ダニエル・メゾティッシュ シモン・エダー ドミニク・ランデルティンガー                       | バイアスロン     | 男子リレー         |